# Yésero
Yésero est une commune d'Espagne dans la communauté autonome d'Aragon, province de Huesca.

## Géographie
Le territoire de la commune se situe dans le massif montagneux des Pyrénées :
| \| Yésero \| Géolocalisation sur la carte des Pyrénées |
| Yésero                                                 |

Administrativement la localité se trouve au nord de l'Aragon dans la comarque de l'Alto Gállego.

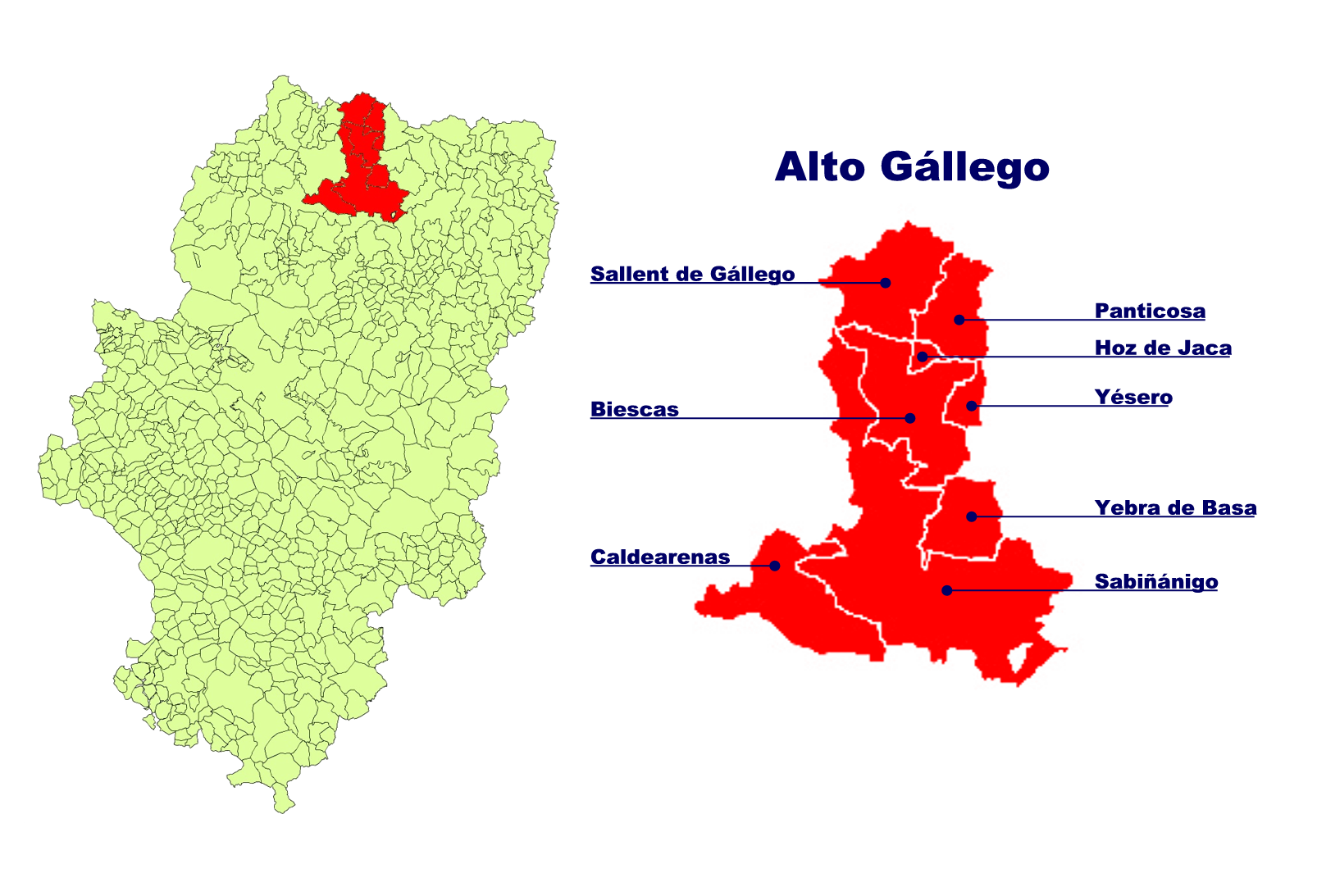
Territoire des communes en la comarque de l'Alto Gállego (zone rouge, reste de l'Aragon en vert clair)

Localités limitrophes : À compléter

## Administration
| Période | Période | Identité                  | Étiquette | Qualité |
| ------- | ------- | ------------------------- | --------- | ------- |
| 1979    | 1983    |                           |           |         |
| 1983    | 1987    |                           |           |         |
| 1987    | 1991    |                           |           |         |
| 1991    | 1995    |                           |           |         |
| 1995    | 1999    |                           |           |         |
| 1999    | 2003    |                           |           |         |
| 2003    | 2007    |                           |           |         |
| 2007    | 2011    | María Jesús Acín Sanromán | PSOE      |         |

## Démographie
| Évolution démographique | Évolution démographique | Évolution démographique | Évolution démographique | Évolution démographique | Évolution démographique | Évolution démographique | Évolution démographique | Évolution démographique | Évolution démographique | Évolution démographique | Évolution démographique | Évolution démographique | Évolution démographique | Évolution démographique | Évolution démographique | Évolution démographique | Évolution démographique |
| 1842                    | 1857                    | 1860                    | 1877                    | 1887                    | 1897                    | 1900                    | 1910                    | 1920                    | 1930                    | 1940                    | 1950                    | 1960                    | 1970                    | 1981                    | 1991                    | 2001                    | 2007                    |
| ----------------------- | ----------------------- | ----------------------- | ----------------------- | ----------------------- | ----------------------- | ----------------------- | ----------------------- | ----------------------- | ----------------------- | ----------------------- | ----------------------- | ----------------------- | ----------------------- | ----------------------- | ----------------------- | ----------------------- | ----------------------- |
| 291                     | ..                      | ..                      | 255                     | 298                     | 308                     | 288                     | 311                     | 293                     | 254                     | 248                     | 201                     | 194                     | 141                     | 61                      | 53                      | 81                      | 77                      |